# Montenois
Montenois – miejscowość i gmina we Francji, w regionie Burgundia-Franche-Comté, w departamencie Doubs.
Według danych na rok 1990 gminę zamieszkiwało 1011 osób, a gęstość zaludnienia wynosiła 126 osób/km² (wśród 1786 gmin Franche-Comté Montenois plasuje się na 165. miejscu pod względem liczby ludności, natomiast pod względem powierzchni na miejscu 564.).